# Fellipe Barbosa
Fellipe Gamarano Barbosa est un réalisateur brésilien né le 16 septembre 1980 à Rio de Janeiro.

## Biographie

### Formation (1980-2007)
Issu de la bourgeoisie carioque aisée, fils d'un autodidacte et d'une Française installés dans le quartier de Barra da Tijuca, Fellipe Barbosa, lui-même francophone, grandit à l'abri d'une misère toute proche dans le Brésil ruiné par une dictature militaire qui a abdiqué quand il avait cinq ans, en 1985. En 1998, au terme d'une scolarité passée dans l'élitiste lycée Saint Benoît (pt), il s'inscrit, par conformisme familial, à l'Institut d'économie (pt) de la prestigieuse université fédérale de Rio de Janeiro avant de poursuivre, par goût, des études de cinéma à l'université Columbia, à New York.
Quand, en 2003, son père, à la suite de mauvais placements réalisés dans un contexte d'hyperinflation rémanente, fait faillite, il parvient toutefois à achever son cursus et obtient un Master of Fine Arts. Il est embauché en 2004 comme assistant réalisateur pour le film Rêves de poissons (pt), qui est sélectionné en 2006 à Cannes. Il travaille comme monteur, pour une demi douzaine de courts métrages, voire comme cadreur.

### Réalisateur en devenir (2008-2013)
En 2008, âgé de vingt huit ans, il est admis à l'Institut Sundance. Grand admirateur du Souffle au cœur de Louis Malle et des Quatre cents coups de François Truffaut, il y conçoit, scénario et réalisation, un premier long métrage, Casa Grande.
Il se fait connaitre en présentant dans de multiples festivals, Sundance, Clermont Ferrand, NYFF, Hot Docs, Visions du réel, Bafici, ses courts métrages aux allures de documentaires. Parmi ceux ci, Laura reçoit deux récompenses. C'est une mise en abîme du personnage de l'actrice du film, rebelle au cinéma vérité qui révèle sa situation d'émigrée clandestine donnant le soir l'illusion d'une réussite hollywoodienne, le jour confrontée à sa misère newyorkaise.
Lauréat en octobre 2012 du prix Cinemundi, qui lui procure les moyens des sociétés organisatrices, pour un projet intitulé Dimanche, Fellipe Gamarano Barbosa connait là l'échec et le film ne se fera pas.

### Deux coups de maître (2014-2017)
La trentaine passée, Felipe Barbosa surmonte cet échec en s'appuyant sur sa compagne, Clara Linhart, elle-même auteur en 2011 d'un court-métrage intitulé Os Sapos qui est aussi son assistant de production et a tenu un petit rôle dans le film à suspense Cadrages (pt). Il achève Casa Grande et le présente en 2014 au festival de Rotterdam. Le film, revisitation autobiographique de la critique sociale telle que l'a illustrée Vittorio de Sica mais où les acteurs se mêlent aux personnages jouant leurs propres rôles, est sélectionné par de nombreux autres festivals internationaux.
En 2017, l'enquête cinématographique menée sur les traces d'un ami disparu en 2009 au cours d'une étude sur l'Afrique postcoloniale et jouée par les propres témoins de cette disparition, parait sous le titre Gabriel et la montagne. Le film, coproduit par Damned Films France, Arte et le CNC aux côtés de l'ANCine (pt) et RioFilme (pt), est sélectionné à Cannes par la Semaine de la critique et reçoit le prix Révélation de France 4 ainsi que le prix de la Fondation Gan, qui en assure une large distribution. Fellipe Barbosa est dès lors internationalement reconnu comme une figure du nouveau et fragile cinéma d'auteur brésilien.

## Filmographie

### Réalisation

#### Courts métrages
- 2005 : La Muerte es Pequeña
- 2006 : Beijo de Sal
- 2007 : Salt Kiss

#### Documentaires
- 2008 : Canosaone
- 2011 : Laura

#### Longs métrages
- 2014 : Casa Grande
- 2017 : Gabriel et la Montagne (Gabriel e a Montanha)
- 2018 : Domingo (pt), co-réalisé par Clara Linhart
- 2018 : City of Alex

### Scénarios
- 2009 : Não Me Deixe em Casa
- 2014 : Rio, I Love You (Rio, Eu Te Amo)
- 2014 : Sangue Azul de Lírio Ferreira
- 2018 : Doce Coração Cleptomaníaco

## Distinctions
- Un des vingt cinq Nouveaux visages du cinéma 2007 (en) distingués par la revue Filmmaker Magazine.
- Bourse Cinereach (en) 2011, pour Laura.
- Prix du meilleur documentaire au festival des Hamptons 2011 pour Laura.
- Douze prix pour Grand case.
- Prix Révélation de la Semaine de la critique 2017 pour Gabriel et la montagne.
- Prix de la Fondation Gan 2017 pour Gabriel et la montagne.

## Sources
1. ↑  Th. Rodrigues, « Casa Grande: um espelho do Brasil. », in Correio do Brasil, Rio de Janeiro, 27 avril 2015.
2. 1 2 3 4 5 6  P. Carré, « Cannes 2017 : Entretien avec Fellipe Gamarano Barbosa, réalisateur de "Gabriel e a montanha". », in Le Film francais, LFF média, Paris,  21 mai 2017.
3. 1 2 3  « Fellipe Barbosa: The Hollywood Interview », in The Hollywood Interview.com, Los Angeles, 14 novembre 2015.
4. 1 2  Ch. Abrahams, « Fellipe Gamarano Barbosa », in Festival Scope Pro, Moving scope SAS, Paris, 2017.
5. 1 2 3  « Fellipe Gamarano Barbosa », in Semaine de la critique, SFCC, Cannes, mai 2017.
6. ↑  « Brasil Cinemundi premia "Domingo", de Fellipe Gamarano Barbosa. », in Revista de Cinema, São Paulo, octobre 2012.